# جيرهارد شوارز
جيرهارد شوارز (بالألمانية: Gerhard Schwarz ) (و. 1930 – 2015 م) هو فيزيائي، وأستاذ جامعي من ألمانيا .
توفي عن عمر يناهز 85 عاماً.